# Сострахование
Сострахование (англ. coinsurance) – совместное страхование несколькими страховщиками одного и того же объекта. Данный способ обеспечения страховой защиты применяется, как правило, при страховании крупных объектов, когда одна страховая компания не в состоянии принять на себя крупные риски. 
При состраховании страхователю может выдаваться совместный или раздельные страховые полисы, исходя из долей риска, принятых каждым страховщиком. Доли ответственности каждого страховщика определяются пропорционально полученной им премии. На практике принято, чтобы состраховщик, принимающий участие в меньшей доле, следовал за условиями страхования, одобренными страховщиком, имеющим наибольшую долю. При совместном страховании какого-либо объекта страховые компании подписывают один договор страхования, в котором наряду с условиями страхования  содержатся условия, определяющие права и обязанности каждого страховщика по страхованию данного объекта.  
Одной из форм сострахования являются страховые пулы, которые получили распространение в последнее время. По этому виду сострахования участники (члены) пула несут солидарную ответственность по рискам, взятым на страхование. Для управления пулом (рисками, находящимися в ответственности страхового пула) его участниками  создается временное (на период действия договора) бюро, которое выступает в качестве представителя пула. Данное бюро не является, как правило, юридическим лицом. Также дела пула может вести специально привлекаемая управляющая компания (часто в таком качестве выступают страховые брокеры).
Таким образом, сострахование является  одной формой обеспечения устойчивой страховой защиты, которая использует принцип сотрудничества между страховщиками.
Важно отличать сострахование от двойного страхования, которое часто является признаком и проявлением недобросовестности страхователя. При двойном страховании суммарная ответственность страховщиков превышает страховую стоимость и при наступлении страхового случая у страхователя - если все страховщики выплатят ему сумму по договору в полном объёме - возникнет необоснованное обогащение.